# Sint-Corneliuskerk (Ruien)

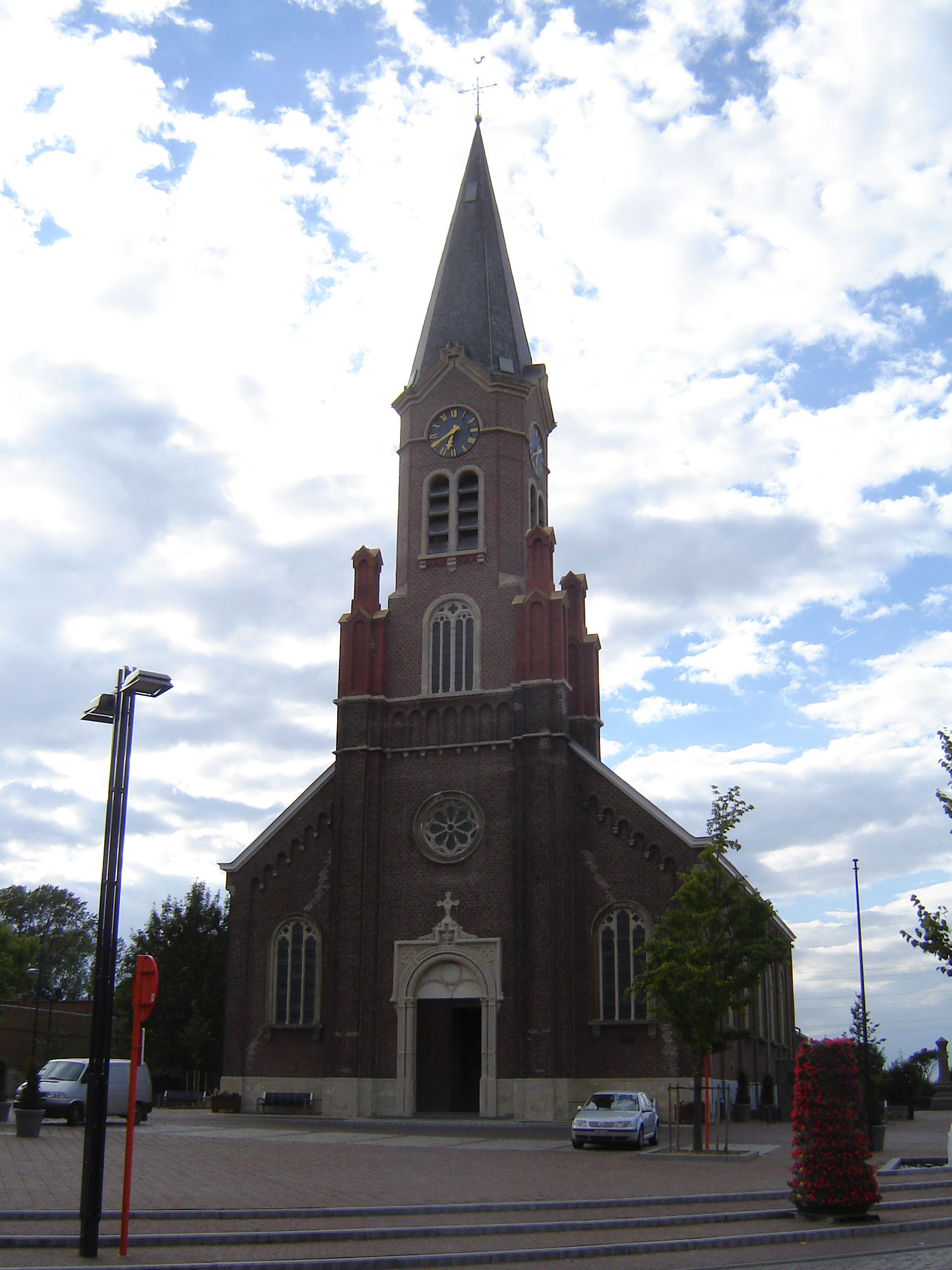
Sint-Corneliuskerk

De Sint-Corneliuskerk is de parochiekerk van de tot de Oost-Vlaamse gemeente Kluisbergen behorende plaats Ruien.

## Geschiedenis
Van 1713-1714 werd een kerk gebouwd die afhankelijk was van de parochie van Berchem. In 1737 werd Ruien een zelfstandige parochie. In 1783 werd de kerk met één beuk vergroot. In 1862 werd de kerk, die bouwvallig was geworden, gesloopt.
Van 1862-1867 werd een nieuwe kerk gebouwd, naar ontwerp van Edmond de Perre-Montigny.

## Gebouw
Het is een bakstenen pseudobasiliek in neogotische stijl, welke naar het noordwesten is georiënteerd. De kerk heeft een ingebouwde toren met vier hoektorentjes en een halfronde koorafsluiting.

## Interieur
De lambrisering is van de 2e helft van de 18e eeuw. Een gepolychromeerd houten borstbeeld van Sint-Cornelius dateert van 1760. Het meeste kerkmeubilair is 19e-eeuws. Het orgel is in 1816 aangekocht en zou afkomstig zijn uit Zeeuws-Vlaanderen.